# Buslijn 61 (Delft)
Buslijn 61 is een buslijn van EBS in de regio Haaglanden, in de Nederlandse provincie Zuid-Holland. Deze lijn hoort bij de stadsdienst van Delft. In 1979 staat de lijn voor het eerst op de HTM-lijnennetkaart.

## Route
De lijn verbindt Station Delft via de wijken Westerkwartier en Hof van Delft, het Wilhelminapark (Delft), de wijk Hoornse Hof de wijk Kuyperwijk, en in Rijswijk via de wijk RijswijkBuiten, het Wilhelminapark (Rijswijk) en de Muziekbuurt met Station Rijswijk.

## Geschiedenis
In 1948 werd door de Westlandsche Stoomtramweg Maatschappij een stadsdienst in Delft ingesteld. Er kon in de toen nog niet zo uitgebreide stad worden volstaan met 2 lijnen, de A en de B- route gereden vanuit de garage in Loosduinen.In 1965 werd de naam veranderd in Westlandse Streekvervoer Maatschappij die in 1969 opging West Nederland. 
Lijn 61 reed al in 1979. De route was: Van der Lelijstraat (Kuyperwijk)-Van Adrichemstraat- Ruys de Beerenbrouckstraat-Tak van Poortvlietstraat-Adriaan Pauwstraat-Hugo de Grootstraat-Station-Markt-In de Veste-Vrouwenrecht-Verwersdijk-Molenstraat-Kolk-Noordeinde-Reineveldbrug-Insulindelaan-Arubastraat-Boeroesraat-Brasserskade-Sportpark Brasserskade. 
Vanwege de krappe straatjes en hoge bruggen in de binnenstad reden er speciale kleine bussen op deze lijn. Één serie werd zelfs speciaal voor Delft gebouwd. Het Haags Bus Museum heeft één exemplaar van die serie. De krappe route verviel in 1994 en er kwam geen lijn voor in de plaats. 

### 1994
In plaats van het zuiden van de Van der Lelijstraat werd het noorden het beginpunt. Vervolgens deze straat zuidwaarts door, Van Almondestraat, dan via de speciale busoversteek die de Provinciale weg nog steeds kruist, Cort van der Lindenstraat, en dan verder de oude route tot de Markt. Vandaar via Nieuwe Langendijk en Staalweg naar eindpunt Wippolder. 

### 1997
Bij de Kuyperwijk kreeg lijn 61 een uitbreiding door een nieuwe wijk.
- 10 december 2006: Lijn 61 werd opgeheven. De instelling van de vervangende lijn 81 vond plaats op het traject Tanthof - IKEA in dienstregeling 2007. Dit gebeurde in het kader van de nieuwe opzet van de Delftse stadsdienst. De voormalige buslijn 61 werd gecombineerd met buslijn 66 tot de nieuwe lijn 81. Lijn 61 had gereden op het traject Kuyperwijk - Station Centrum en lijn 66 op het traject Station Centrum - Delfgauw. Connexxion reed deze lijn met de MAN Caetano en MAN Scout.
- 30 augustus 2009: Veolia nam het busvervoer in de concessie Haaglanden Streek over van Connexxion. Hierbij verviel halte Meermanstraat in de Kuyperwijk, de nieuwe begin- en eindhalte werd de Van Adrichemstraat. Veolia Transport reed lijn 81 aanvankelijk met de Van Hool A330, maar later verschenen ook de MAN Lion's City CNG op deze lijn.
- 12 december 2010: In de dienstregeling 2011 werd de opzet van de Delftse stadsdienst wederom gewijzigd. Als gevolg hiervan reed lijn 81 niet meer naar Delfgauw, maar werd de lijnvoering veranderd in Kuyperwijk - IKEA. Lijn 81 werd de enige stadslijn die nog door de binnenstad ging en ging gereden worden met (korte) VDL Berkhof Ambassadors (ALE106).
- 9 december 2012: Vanaf dienstregeling 2013 werd er gereden met een MAN Lion's City TÜ. Doordat Qbuzz de concessie Rotterdam bus en omgeving niet gewonnen had gingen die bussen over naar de RET, daardoor kwamen er een paar bussen vrij.
- 15 februari 2015: Vanaf dienstregeling 2015 werd lijn 81 omgenummerd naar lijn 61. Daarnaast werd het nieuwe busstation aan de centrumkant van Station Delft in gebruik genomen. Het busstation aan de achterkant van het station vervalt, net als halte Station (Voorzijde) op de Westvest. Ook werd een nieuwe halte "Hof van Zilverlicht" op de Kristalweg in gebruik genomen.
- 11 december 2016: De buslijnen in de concessie Haaglanden gingen vanaf deze datum weer rijden onder de naam Connexxion.
- 14 februari 2019: Vanaf deze datum rijdt lijn 61 met aardgasbussen van het merk MAN Lion's City CNG omdat de dieselbussen gaan naar lijn 66. Dit in verband met werkzaamheden aan de Sint Sebastiaansbrug. Daardoor is lijn 61 tot medio 2020 omgeleid via de Phoenixstraat, GGZ Delfland, Bomenwijk en Poortcenter naar IKEA/Olof Palmestraat. Vanaf 1 april t/m 1 september rijdt deze lijn verder naar de halte Camping. 's Avonds is lijn 61 tot 22:00 en op zondag tot 19:30 te station Delft geknipt dit om vertragingen te voorkomen. De ingekorte route na 22:00 en op zondag na 19:30 van lijn 61 is nog steeds van kracht.
- 25 augustus 2019: Op 25 augustus 2019 ging de concessie Haaglanden Streek van start, die na een aanbestedingsprocedure werd gewonnen door EBS. De route van lijn 61 werd daarbij geknipt op het station; het traject naar de Kuyperwijk blijft als lijn 61 rijden met ongewijzigde route. Het traject naar de IKEA en de camping werd op die datum overgenomen door lijn 63. Op het overgebleven traject werd de frequentie van maandag t/m zaterdag overdag verhoogd naar een regelmatige kwartierdienst.
- 9 januari 2022: Op deze datum werd lijn 61 vanaf Kuyperwijk verlengd naar Rijswijk Station en nam lijn 61 een deel van de oude lijn 51 over. De halte Parkzoom werd verplaatst van de Hof van Zilverlicht naar de Teding van Berkhoutlaan. Haltes Hof van Zilverlicht en van Adrichemstraat werden vervangen door de nieuwe halte Van Foreestplein.

## Dienstregeling
Lijn 61 wordt uitgevoerd door EBS met een toegankelijke lagevloerbus, type VDL Citea LLE-99 Electric. 
Lijn 61 rijdt met de volgende frequentie:
| Spits  | Spits (vakantie) | Dal    | Dal (vakantie) | Avond  | Zaterdag | Zondag |
| ------ | ---------------- | ------ | -------------- | ------ | -------- | ------ |
| 4x/uur | 2x/uur           | 4x/uur | 2x/uur         | 2x/uur | 2x/uur   | 2x/uur |